# Хеђешхалом
Хеђешхалом (мађ. Hegyeshalom) је град у северној Мађарској, у жупанији Ђер-Мошон-Шопрон (Győr-Moson-Sopron megye).

## Назив места
Немачки назив насеља је „Straß-Sommerein”. Насеље је имало неколико немачких имена, али је од 1359. писала као Хеђешхалом. Деже Чанки, бивши директор Мађарског националног архива, даје следећи списак на страни 685 у својој историјској својој историјској географији Мађарске у доба Хуњадија: 1441. Посс. Самарија ал. ном Хеђешхалм, 1451 Посс. Самариа ал. ном. Хеђешхалм, 1462. Самариа алиас Хеђешхалом, 1550.Хеђешхалом, 1570-71. Хеђешхалом, 1649 Хеђеш Халом, 1659. Хеђешхалом, 1674. Сумариен Хеђешхалом, 1680. Хеђешхалом, 1696. Зомериен ам Штрасе Хеђешхалом, 1773. Хеђеш.Халом, штрас зомериен 
У Хрватској је познат под два имена. Безењани зову село Штруос, а Фретохомоци га зову Смиерна.

## Историја
Повеља коју је 1217. године дао Андрија II Арпадовић 1217. помиње насеље као Хегелсхалм. После отоманских ратова, град су населили немачки јеврејски досељеници. Јеврејски део становништва је побијен током другог дела Другог светског рата. Име Хеђешхалом се састоји од две мађарске речи = хеђеш + халом. Реч "хеђеш" значи "планински" (или "оштар"), а реч "халом" значи "гомила" (или "брдо").

## Демографија
Током пописа из 2011. године, 84,5% становника изјаснило се као Мађари, 0,3% као Хрвати, 6,8% као Немци и 2% као Словаци (13,5% се није изјаснило, због двојног држављанства, укупан број може бити већи од 100%). 
Верска дистрибуција је била следећа: римокатолици 47,5%, реформисани 3%, лутерани 3,6%, неденоминациони 16,8% (28% се није изјаснило).